# Marie Chevalier
Pour les articles homonymes, voir Chevalier.
 (novembre 2024).
Si vous disposez d'ouvrages ou d'articles de référence ou si vous connaissez des sites web de qualité traitant du thème abordé ici, merci de compléter l'article en donnant les références utiles à sa vérifiabilité et en les liant à la section « Notes et références ».
Marie Chevalier, née le 3 septembre 1965 à Belfort, est une actrice française connue pour son rôle de Sabine dans les sitcoms Les filles d'à côté et Les nouvelles filles d'à côté.

## Biographie
Marie Chevalier prend des cours de théâtre au Cours Florent avec pour professeur Francis Huster.
Elle enregistre plusieurs 45 tours dans les années 1980, dont L'homme qui dit no en 1987 qui sera un succès d'estime.
Elle commence sa carrière au cinéma avec L'amour propre ne le reste jamais très longtemps en 1985 (elle est alors créditée sous le nom de Marie-Luc).
Marie Chevalier devient animatrice de télévision au début des années 1990, notamment sur les matinales de M6. Elle présente Les matins de Marie, en direct, tous les jours de la semaine.
Elle commence sa carrière d'actrice à la télévision en 1991 en jouant dans la série d'AB productions Cas de divorce mais elle sera connue plus tard pour son rôle de Sabine dans Les Filles d'à côté et Les Nouvelles Filles d'à côté de 1994 à 1996 sur TF1.
Elle fait ensuite des apparitions dans L'un contre l'autre en 1996, Les Vacances de l'amour en 1998, Les Cordier, juge et flic en 2003, L'Instit en 2004, Quai numéro un en 2005, Commissaire Moulin, Blague à part, R.I.S Police scientifique en 2010 et Les Mystères de l'amour en 2011.
Au théâtre, elle joue dans de nombreuses pièces dont une adaptation de Château en Suède de Françoise Sagan.

## Filmographie

### Cinéma
- 1985 : L'amour propre ne le reste jamais très longtemps : Julia

### Télévision
- 1991 : Cas de divorce (épisode 129 : Pasquier contre Pasquier) : Ariane Pasquier
- 1994-1995 : Les Filles d'à côté (42 épisodes) : Sabine
- 1995-1996 : Les Nouvelles Filles d'à côté (153 épisodes) : Sabine
- 1996 : L'un contre l'autre (28 épisodes) : Marie
- 1996 : Portraits chinois de Martine Dugowson
- 1998 : Les Vacances de l'amour (épisode La Rançon sans la gloire) : Valérie
- 2002 : Ni pour ni contre (bien au contraire) de Cédric Klapisch
- 2003 : Les Cordier, juge et flic (épisode Le Chien de Charlotte) : Laurence
- 2003 : Blague à part (épisode Le Mot) : une hôtesse de l'air
- 2004 : L'Instit (épisode Privé d'école) : Catherine
- 2005 : Quai numéro un
- 2008 : La Personne aux deux personnes de Nicolas & Bruno : Corinne
- 2010 : R.I.S Police scientifique
- 2012 : Les Mystères de l'amour (épisode 19-21) : Claude
- 2012 : Les Mystères de l'amour : Sabine

## Discographie

### Single
- 1987 : L'homme qui dit no (Everybody says yeah) sous le nom de Marie [1]
- 1988 : C'est la faute à papa sous le nom de Marie [2]